# Huntingdon (Tennessee)
Huntingdon es un pueblo ubicado en el condado de Carroll en el estado estadounidense de Tennessee. En el Censo de 2010 tenía una población de 3.985 habitantes y una densidad poblacional de 128,88 personas por km².

## Geografía
Huntingdon se encuentra ubicado en las coordenadas 36°0′22″N 88°25′2″O / 36.00611, -88.41722. Según la Oficina del Censo de los Estados Unidos, Huntingdon tiene una superficie total de 30.92 km², de la cual 30.79 km² corresponden a tierra firme y (0.43%) 0.13 km² es agua.

## Demografía
Según el censo de 2010, había 3.985 personas residiendo en Huntingdon. La densidad de población era de 128,88 hab./km². De los 3.985 habitantes, Huntingdon estaba compuesto por el 79.2% blancos, el 17.54% eran afroamericanos, el 0.23% eran amerindios, el 0.23% eran asiáticos, el 0.03% eran isleños del Pacífico, el 0.55% eran de otras razas y el 2.23% pertenecían a dos o más razas. Del total de la población el 1.78% eran hispanos o latinos de cualquier raza.